# Mas de la Mel
El Mas de la Mel és una masia de Cervera (Segarra) protegida com a Bé Cultural d'Interès Local.

## Descripció
Edifici de planta baixa i un pis sota coberta a doble vessant, vora la casa hi ha un petit mur de tancament, amb funcions d'ús agrícola o magatzem. L'aparell de maçoneria de pedra calerenca apareix aquí cobert per un arrebossat d'argamassa de calç.